# Cucovna
Cucovna je zvykové pojmenování pro jezero, vzniklé v 90. letech 20. století zatopením pískovny jihozápadně od Císařské Kuchyně a jihovýchodně od Čelákovic v okrese Praha-východ ve Středočeském kraji v Česku. Má rozlohu 7,169 ha. Je 380 m dlouhé a 230 m široké. Leží v nadmořské výšce 180 m.

## Okolí
Okolí jezera tvoří pole kromě východního břehu, který je porostlý borovým lesem nazývaným Borek. Po jižním a západním břehu prochází silnice III/2457. Dnes je oblíbeným hnízdištěm vodních ptáků a uvažuje se o vyhlášení tohoto místa přírodní památkou.

### Statek Cucovna
Nedaleký stejnojmenný statek, který leží na stejné straně silnice vedoucí z Mochova do Čelákovic má velice bohatou historii. Prvním majitelem byla mochovská vrchnost, která Cucovnu svěřila do péče hlídači podvinického rybníka, jednoho z mnoha na mochovském území. Poslední pozůstatek rybníka v podobě výpusti zasypal místní spolek JZD na konci 50. let.
Novým majitelem Cucovny se stal v roce 1793 pan Cúc, člen polabské rybářské rodiny, který ji od vrchnosti odkoupil. Podle něho objekt získal svůj název, který se dochoval dodnes.
Zajímavostí zůstává, že Cucovna přečkala všechny katastrofy i náročné zkoušky, kterými si Mochov musel projít. Během 18. století v Mochově řádily kruté zimy, mohutné jarní záplavy, ničivé požáry, plesnivá úroda a s tím související hladomor, a dokonce i dobytčí mor. Tehdy byste přeživší dobytek spočítali na prstech jedné ruky.
V roce 1851 usedlost odkoupila rodina Srncova, která v ní žila po několik generací až do roku 1920. Cucovnu bohužel v roce 1893 zasáhl požár, který zachvátil hlavní stavení, stodolu i stáje. Původní podoba Cucovny tak byla nenávratně pozměněna. Nevíme, jak a zda vůbec rodina usedlost někdy opravila.
Po další tři roky v Cucovně panovala prázdnota. Až v roce 1923 nový majitel, jistý pan Bílek se svou rodinou, usedlosti vrátil život. Objekt rozdělil na mnoho částí a Cucovnu tehdy spravovalo hned několik podílníků. Záznamy z roku 1944 dokládají, že k Cucovně náležely celkem 4 hektary pozemků v podobě zahrad, polností a pastvin.
Další změna přišla v roce 1967, kdy Cucovnu koupilo sdružení myslivců. Ti tehdy bojovali za záchranu bažantů v krajině. Časté zásahy místního JZD do polností sebraly bažantům prostor pro klidné hnízdění a jejich počet značně poklesl. Cucovna se stala mysliveckou základnou pro pravidelné schůze i odchov a líheň malých bažantíků.
Koncem 70. let myslivci původní obytnou budovu strhli a postavili na jejích základech novou. Zavedli rozvody elektřiny a pořídili několik velkokapacitních líhní. Během jediné líhně tehdy úspěšně odchovali 1500 mladých bažantů.
Bohužel ekonomická situace myslivcům zcela nepřála a ke konci 80. let museli svůj projekt odložit. Cucovna tehdy sloužila pouze k pravidelným schůzím, bohatým hostinám a veselým svatbám.
Dnes Areál Cucovna slouží jako centrum svateb, rodinných setkání, koncertů, teambuildingů nebo třeba odpočinkového prodlouženého víkendu v přírodě.

## Vodní režim
Jezero je spojeno průtoky s Výmolou, která protéká lesem u jeho východního břehu.

## Přístup
Autem po silnici III/2457:
- odbočením ze silnici II/245 mezi Mochovem a Čelákovicemi
- z křižovatky se silnicí silnici III/2454 mezi Císařskou Kuchyní a Čelákovicemi